# John Pandellis
Jean Georges (John) Pandellis (Thessaloniki, 1 april 1896 – Oranjestad, 5 augustus 1965) was een Grieks-Nederlands kunstenaar. Hij leerde kunstschilderen in zijn geboorteplaats en Parijs en was actief als schilder en decorbouwer in Suriname, Curaçao en Aruba. Hij verkreeg in 1961 de Nederlandse nationaliteit.

## Biografie

### Jeugd
John Pandellis werd geboren in Thessaloniki en was een zoon van een ambassadeur. Hij kreeg les van de kunstschilders Paul Baum, John Sentt en Charles Martel. Met Martel en andere bekende kunstenaars hield hij in 1916 in zijn geboorteplaats zijn eerste tentoonstelling; hij was toen rond de twintig jaar oud.

### Parijs en de Guiana's
Na de Eerste Wereldoorlog (1914-1918) verbleef hij kort bij familie in Engeland. Zij waren onder de indruk van zijn gaven en financierden dat hij zich verder kon scholen in Parijs, waar in die tijd (post-)impressionistische kunstenaars als Paul Cézanne en Gauguin de toon aangaven. Na enkele jaren liet Pandellis zich verleiden om naar Brits-Guyana te gaan, dat het imago had van een El Dorado van goud en diamanten. Toen hij die daar niet vond, ging hij naar Frans-Guyana en vervolgens in 1922 naar Suriname.

### Paramaribo
In Paramaribo bood hij lessen aan in tekenen, schilderen, batikken en sjabloonwerk, en aanvankelijk ook taallessen in Engels, Frans, Italiaans en Spaans. Daarnaast verdiende hij de kost als reclameschilder en decorbouwer.
Er waren tot die tijd enkele pioniers geweest, als Samuel Arons (1812-1865) en George Rustwijk (1862-1914). Maar er had zich onder hen geen school gevormd, evenmin onder kortstondig verblijvende Europese kunstenaars die zich voornamelijk hadden beperkt tot geromantiseerde uitbeeldingen. Gerrit Schouten was nog wel actief als schilder en tekenaar, maar maakte vooral naam met hoogwaardige diorama's.
Pandellis verzamelde wel leerlingen om zich heen, als C. Monpelier, Wim Bos Verschuur, Leo Glans, Charles Nieleveld, Iwan Brand Flu en Anton Faverey. In maart 1927 hield hij met zijn leerlingen een expositie van 85 werken in de toonkamer van boekhandel New Edison tegenover Theater Bellevue. Een jaar later exposeerde hij voor de I.T.A. Zijn leerling Bos Verschuur verzamelde eveneens leerlingen om zich heen, onder wie Erwin de Vries, wat Pandellis aan de basis plaatst van de Surinaamse school.

### Aruba en Curaçao
Begin jaren 1930 vertrok hij naar Aruba en Curaçao. In juli 1934 hield hij een tentoonstelling in de Hendrikschool op Curaçao die geopend werd door koningin Wilhelmina. Enkele maanden later bouwde hij het decor voor de kinderoperette Reepelsteeltje, die zowel op Curaçao als Aruba werd opgevoerd, en een jaar later selecteerde hij de kostuums voor Asschepoester. Naast werk als kunstschilder nam hij ook als vakschilder werk aan. Hij exposeerde meermaals op Curaçao en verder in 1945 in een groepstentoonstelling in de Venezolaanse hoofdstad Caracas en in 1949 op Sint Maarten. In 1961 werden vijftien van zijn waterverfschilderijen geëxposeerd in de etalage van modezaak Lord & Taylor aan 5th Avenue in New York.
In 1955 ontwierpen hij en architect Alexenkoff de muurschilderingen voor de restauratie van het stationsgebouw op het Dr. Albert Plesmanvliegveld. In 1958 kreeg hij de opdracht voor het schilderij van de luchtbogen van Anticuri dat aan het Antillenhuis in Den Haag werd aangeboden en in 1964 schilderde hij een landkaart van Aruba. De firma De Wit maakte van een groot aantal van zijn schilderijen prentbriefkaarten.
Pandellis trouwde op 16 maart 1937 met Angelique Wilhelmina Magdalena Esser. Zij overleed in 1949. Pandellis woonde in mei 1961 op Aruba, toen hij de Nederlandse nationaliteit kreeg. Op 6 januari 1964 trad hij daar opnieuw in het huwelijk. Op maandag 2 augustus 1965 werd hij opgenomen in het ziekenhuis; drie dagen later overleed hij. John Pandellis is 68 jaar oud geworden.